# Dolicheremaeus bolivianus
Dolicheremaeus bolivianus är en kvalsterart som beskrevs av Balogh och Sandór Mahunka 1969. Dolicheremaeus bolivianus ingår i släktet Dolicheremaeus och familjen Tetracondylidae. Inga underarter finns listade i Catalogue of Life.